# Сторк, Абрахам
Абрахам Сторк, или Стуркенбурх (нидерл. Abraham Storck, Abraham Sturckenburch; крещён 17 апреля 1644, Амстердам — 8 апреля 1708, Амстердам) — голландский рисовальщик, живописец-пейзажист, маринист, гравёр, мастер офорта «Золотого века голландского искусства». Пользовался известностью благодаря своим морским картинам, топографическим видам и «итальянским портовым сценам».

## Биография
Будущий художник был крещён в Нордеркерк (Северной церкви), протестантской церкви в Йордане (Амстердам). Его отцом был живописец Ян Янс Стурк (или Йоханнес Сторк) (1603—1673) из Везеля (Северный Рейн — Вестфалия, Германия), мать — Теунтье (Аполония) Якобс.

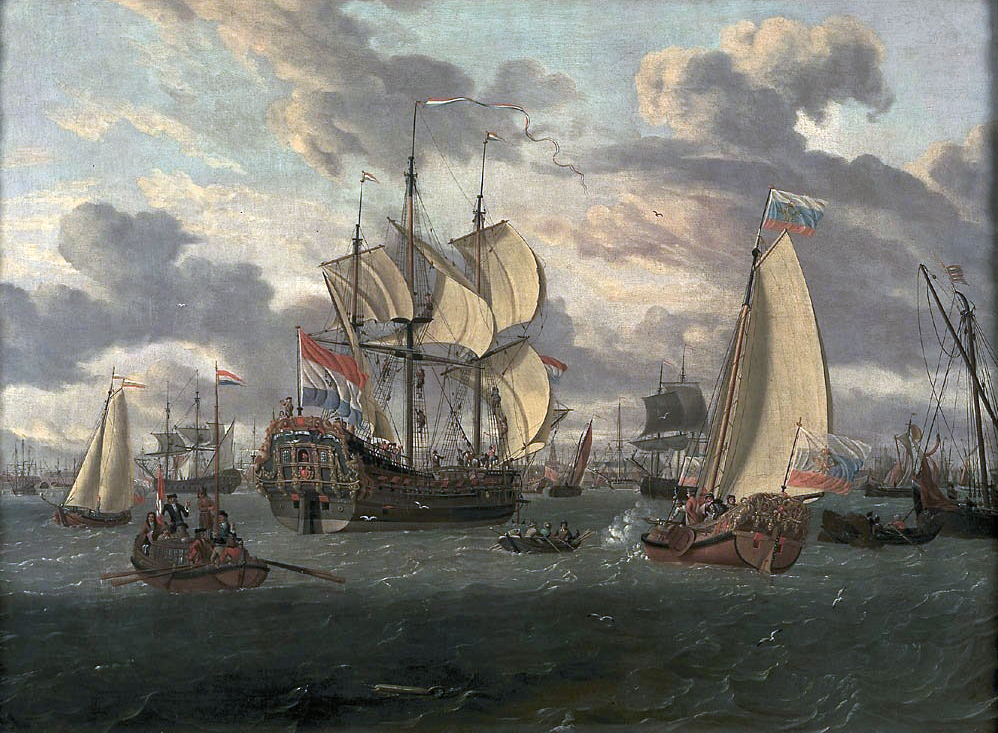
Русский царь Пётр I на пути к только что построенному фрегату «Пётр и Павел» (справа на своей яхте). Между 1698 и 1708. Холст, масло. Исторический музей, Амстердам

Согласно Арнольду Хоубракену, у Абрахамa Сторка был брат; на самом деле было два старших брата: Иоганнес (1629—1673) и Якобус Сторк (1641—1711), которые также стали художниками, использовавшими до 1688 года фамилию Стуркенбурх, после чего они начали называть себя Сторк или Стурк. Вероятно, все они обучались в семейной мастерской отца в Амстердаме. Подписанные им работы датируются 1664—1687 годами. Некоторые картины подписаны «JA Storck», что с 1963 года интерпретируется специалистами как совместная работа двух братьев: Якобуса и Абрахама.
Около 1666 года Абрахам Сторк основал в Амстердаме собственную мастерскую, писал морские, портовые сцены, а также городские пейзажи. В 1670 году он путешествовал с братом Якобусом по Рейну и работал в Германии. После смерти отца в 1673 году старшие братья взяли на себя управление мастерской. В 1688 году Абрахам вступил в местную гильдию Святого Луки, чтобы обрести право продавать картины на рынке.
Абрахам Сторк работал вместе с Людольфом Бакхёйзеном. В 1694 году в возрасте сорока девяти лет он женился на вдове хирурга Нильтье Питерс ван Мейсервельт. В конце жизни он жил на улице Гроте Каттенбургерстраат, недалеко от гавани.
Абрахам Сторк многие пейзажи писал под влиянием Яна Баптиста Веникса — фантастические виды средиземноморских портов вблизи античных архитектурных руин, предвосхищавшие итальянские живописные каприччио XVIII века. Он изображал такелаж и технические детали кораблей со значительной точностью, что, вероятно, показывает влияние картин Эсайса ван де Велде.
Сторк написал несколько зимних сцен, которые вдохновлены примером Яна Абрахама Берстратена и его сына Авраама Берстратена. Одна из картин Сторка: «Парусные лодки» имеется в собрании санкт-петербургского Эрмитажа.
Русский царь Пётр I во время визита в Амстердам в 1697 году встречался с Абрахамом Сторком, картины которого, как и другого голландского мариниста Адама Сило, он ценил за точность в передаче оснастки парусных кораблей. Русский «царь-плотник» четыре месяца работал на амстердамской верфи Ост-Индской компании на строительстве фрегата «Пётр и Павел». На одном из рисунков и на двух картинах Сторк изобразил царя во время отплытия судна 24 октября 1698 года.

## Галерея

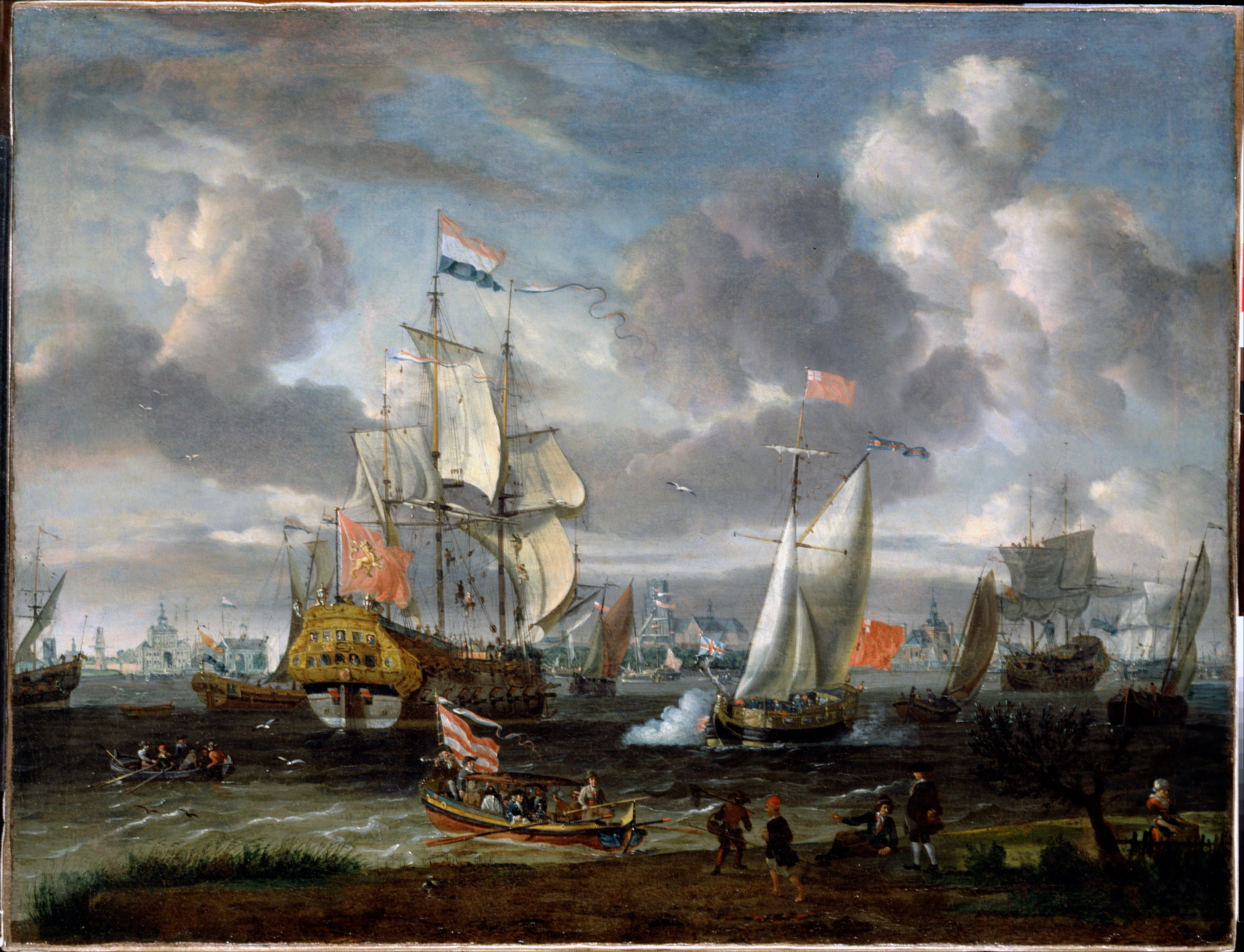
Английская яхта салютует голландскому военному кораблю в порту Роттердама. До 1708. Холст, масло. Даличская картинная галерея, Лондон
Совместно с Л. Бакхёйзеном. Голландская яхта в гавани перед штормом. Ок. 1680. Холст, масло. Королевские музеи Гринвича, Лондон
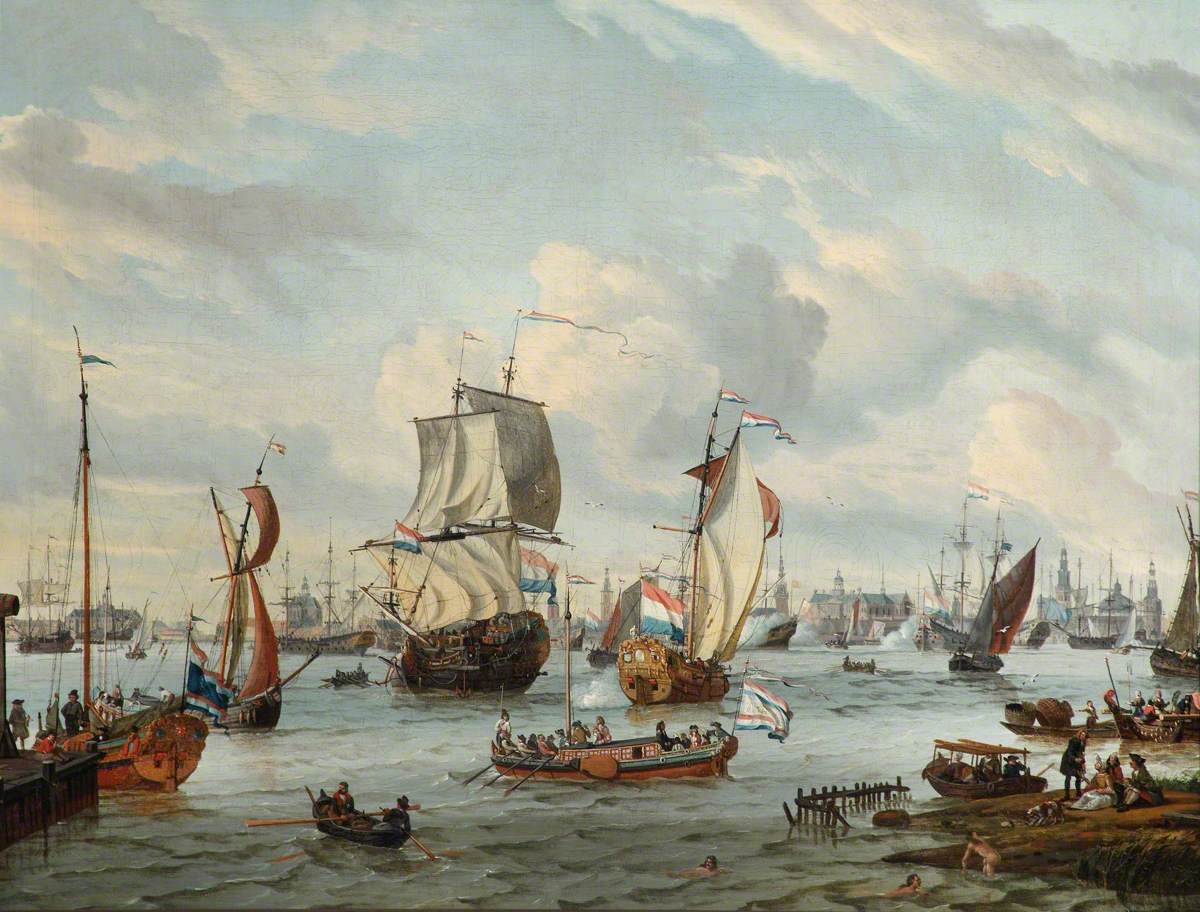
Государственные барки и другие суда у берегов Амстердама. Холст, масло. Королевские музеи Гринвича, Лондон
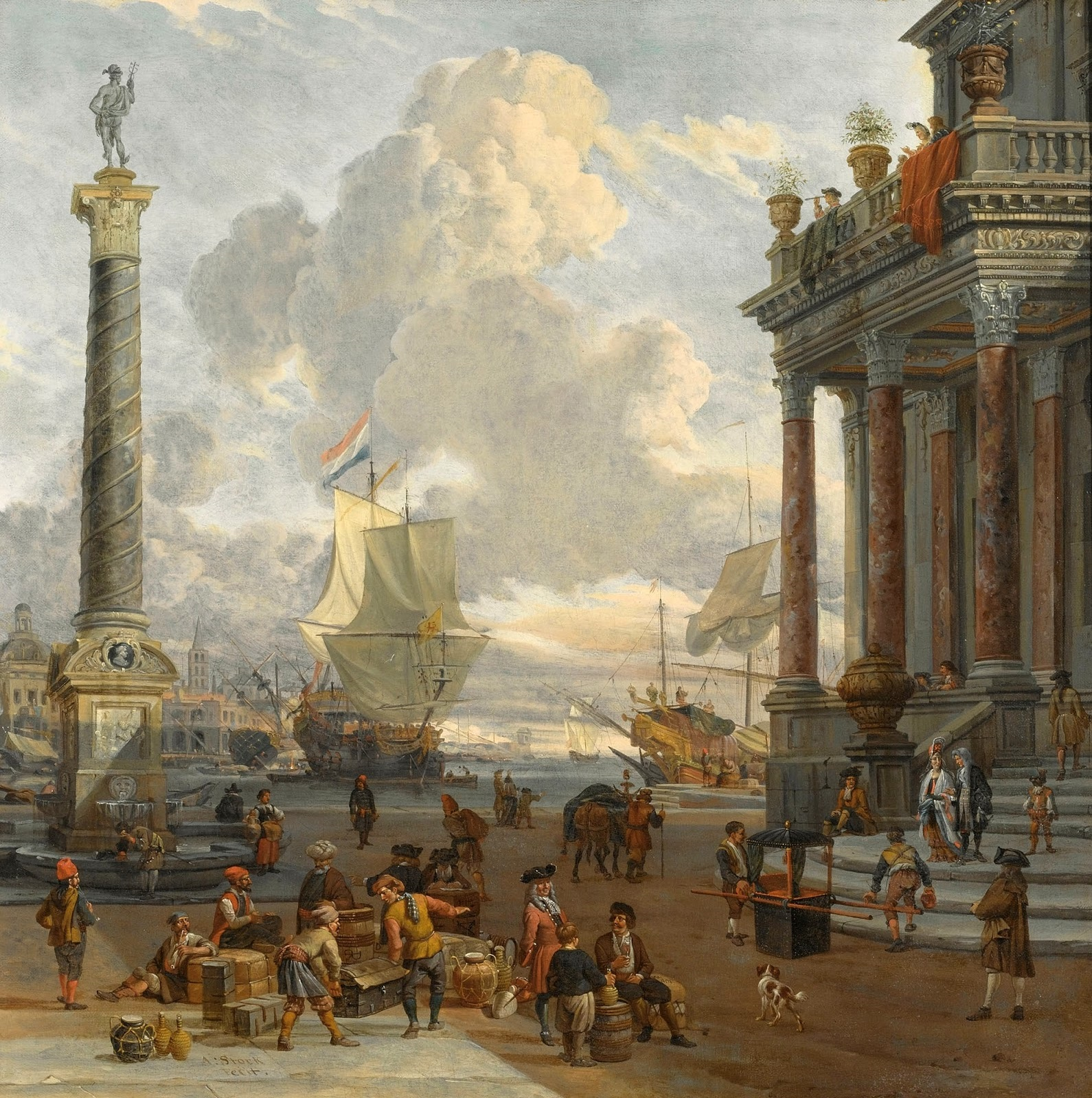
Сцена в южной гавани с торговцами. Частное собрание
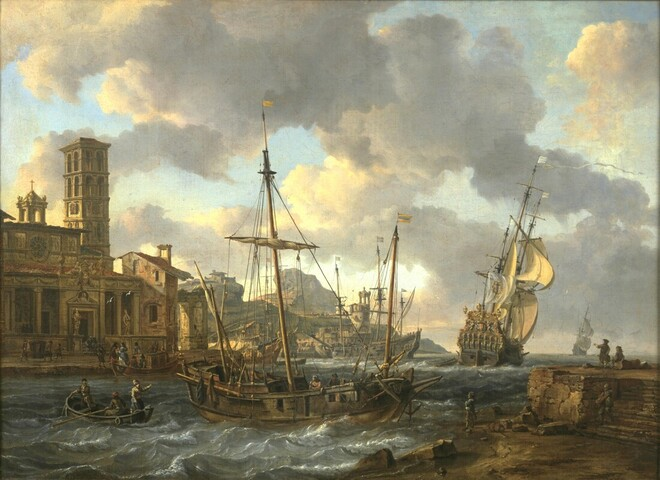
Вид на гавань в Средиземном море. Ок. 1700. Музей судоходства, Амстердам
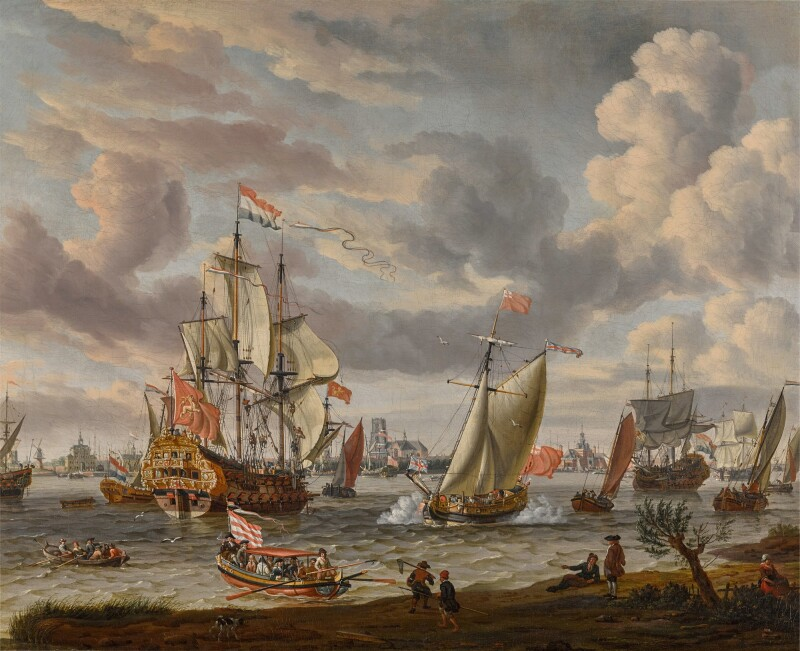
Вид гавани Амстердама с северо-востока. Холст, масло. Частное собрание
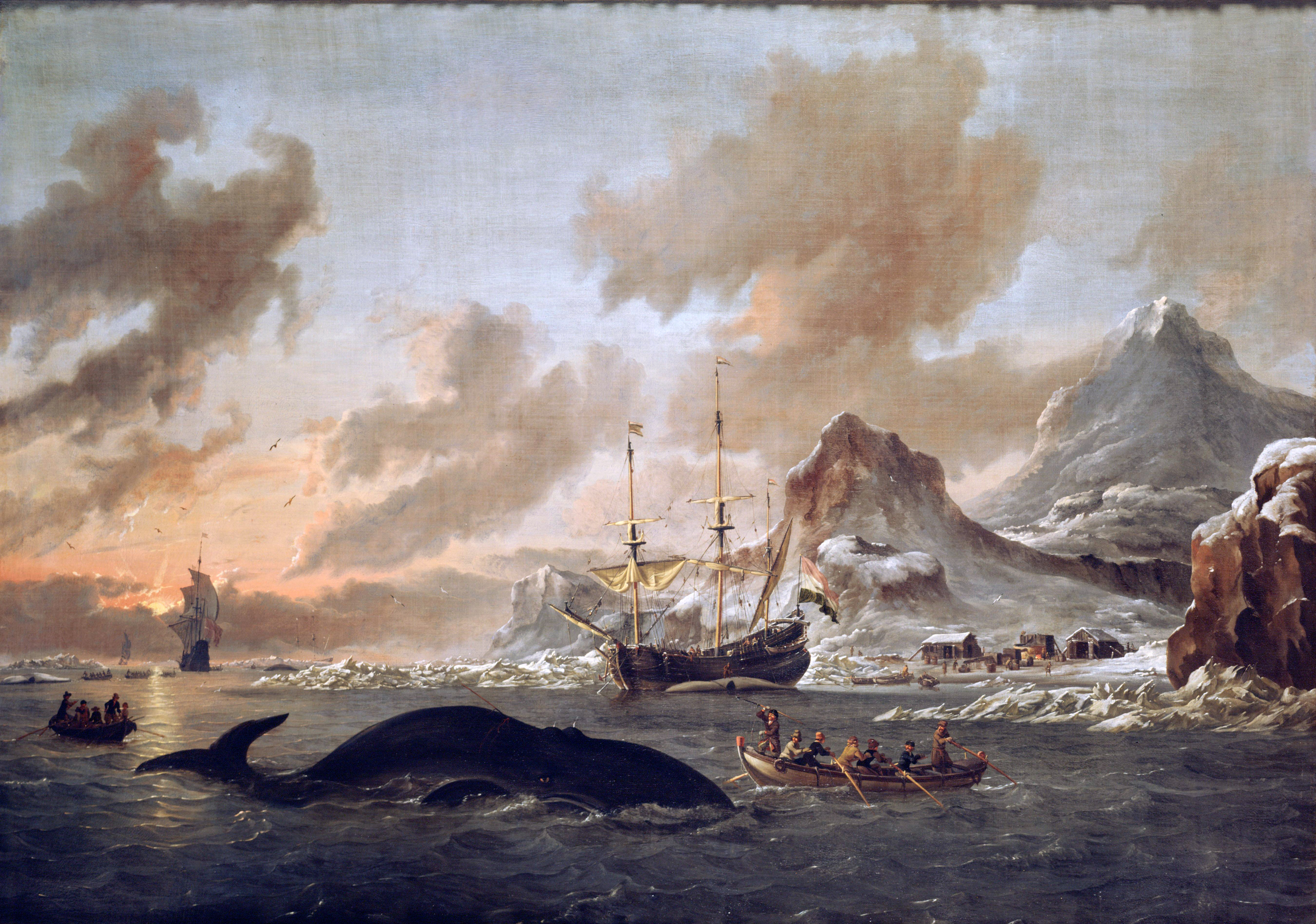
Китобойный промысел у берегов Шпицбергена. 1690. Холст, масло. Рейксмюсеум, Амстердам